# پینوساوا
پینوساوا (به صربی: Pinosava) یک منطقهٔ مسکونی در صربستان است که در Voždovac واقع شده‌است. پینوساوا ۹٫۱۴ کیلومتر مربع مساحت و ۳٬۱۵۱ نفر جمعیت دارد.